# Francisco Silva
Francisco Andrés Silva Gajardo (Quillota, 11 febbraio 1986) è un ex calciatore cileno, di ruolo centrocampista.

## Carriera

### Club
Debutta da professionista nel 2006 con l'Universidad Católica. Nel 2007 passa in prestito per un anno al Provincial Osorno per poi far ritorno nel club dove ha debuttato.

### Nazionale
Nel 2007 debutta con la Nazionale cilena e nel 2011 prende parte alla Coppa América.
Viene convocato per la Copa América Centenario negli Stati Uniti. Calcia e trasforma il rigore decisivo nella finale vinta contro l'Argentina di Leo Messi.

## Statistiche

### Cronologia presenze e reti in nazionale
| Cronologia completa delle presenze e delle reti in nazionale ― Cile | Cronologia completa delle presenze e delle reti in nazionale ― Cile | Cronologia completa delle presenze e delle reti in nazionale ― Cile | Cronologia completa delle presenze e delle reti in nazionale ― Cile | Cronologia completa delle presenze e delle reti in nazionale ― Cile | Cronologia completa delle presenze e delle reti in nazionale ― Cile | Cronologia completa delle presenze e delle reti in nazionale ― Cile | Cronologia completa delle presenze e delle reti in nazionale ― Cile |
| Data                                                                | Città                                                               | In casa                                                             | Risultato                                                           | Ospiti                                                              | Competizione                                                        | Reti                                                                | Note                                                                |
| ------------------------------------------------------------------- | ------------------------------------------------------------------- | ------------------------------------------------------------------- | ------------------------------------------------------------------- | ------------------------------------------------------------------- | ------------------------------------------------------------------- | ------------------------------------------------------------------- | ------------------------------------------------------------------- |
| 9-5-2007                                                            | Osorno                                                              | Cile                                                                | 3 – 0                                                               | Cuba                                                                | Amichevole                                                          | -                                                                   | 61’                                                                 |
| 22-1-2011                                                           | Carson                                                              | Stati Uniti                                                         | 1 – 1                                                               | Cile                                                                | Amichevole                                                          | -                                                                   | 17’                                                                 |
| 23-6-2011                                                           | Asunción                                                            | Paraguay                                                            | 0 – 0                                                               | Cile                                                                | Amichevole                                                          | -                                                                   | 75’                                                                 |
| 13-7-2011                                                           | Mendoza                                                             | Cile                                                                | 1 – 0                                                               | Perù                                                                | Coppa America 2011 - 1º turno                                       | -                                                                   | 78’                                                                 |
| 15-2-2012                                                           | Asunción                                                            | Paraguay                                                            | 2 – 0                                                               | Cile                                                                | Amichevole                                                          | -                                                                   |                                                                     |
| 16-1-2013                                                           | La Serena                                                           | Cile                                                                | 2 – 1                                                               | Senegal                                                             | Amichevole                                                          | -                                                                   |                                                                     |
| 20-1-2013                                                           | Concepción                                                          | Cile                                                                | 3 – 0                                                               | Haiti                                                               | Amichevole                                                          | -                                                                   | 87’                                                                 |
| 22-3-2013                                                           | Lima                                                                | Perù                                                                | 1 – 0                                                               | Cile                                                                | Qual. Mondiali 2014                                                 | -                                                                   | 53’                                                                 |
| 10-9-2013                                                           | Ginevra                                                             | Spagna                                                              | 2 – 2                                                               | Cile                                                                | Amichevole                                                          | -                                                                   | 46’                                                                 |
| 11-10-2013                                                          | Barranquilla                                                        | Colombia                                                            | 3 – 3                                                               | Cile                                                                | Qual. Mondiali 2014                                                 | -                                                                   | 68’ 73’                                                             |
| 5-3-2014                                                            | Berlino                                                             | Germania                                                            | 1 – 0                                                               | Cile                                                                | Amichevole                                                          | -                                                                   | 83’                                                                 |
| 4-6-2014                                                            | Valparaíso                                                          | Cile                                                                | 2 – 0                                                               | Irlanda del Nord                                                    | Amichevole                                                          | -                                                                   |                                                                     |
| 18-6-2014                                                           | Rio de Janeiro                                                      | Spagna                                                              | 0 – 2                                                               | Cile                                                                | Mondiali 2014 - 1º turno                                            | -                                                                   |                                                                     |
| 23-6-2014                                                           | San Paolo                                                           | Paesi Bassi                                                         | 2 – 0                                                               | Cile                                                                | Mondiali 2014 - 1º turno                                            | -                                                                   | 25’ 70’                                                             |
| 28-6-2014                                                           | Belo Horizonte                                                      | Brasile                                                             | 1 – 1 dts (3 – 2 dtr)                                               | Cile                                                                | Mondiali 2014 - Ottavi di finale                                    | -                                                                   | 40’                                                                 |
| 6-9-2014                                                            | Santa Clara                                                         | Cile                                                                | 0 – 0                                                               | Messico                                                             | Amichevole                                                          | -                                                                   |                                                                     |
| 11-10-2014                                                          | Valparaíso                                                          | Cile                                                                | 3 – 0                                                               | Perù                                                                | Amichevole                                                          | -                                                                   | 46’                                                                 |
| 4-7-2015                                                            | Santiago del Cile                                                   | Cile                                                                | 0 – 0 dts (4 – 1 dtr)                                               | Argentina                                                           | Coppa America 2015 - Finale                                         | -                                                                   | 24’ 1º titolo                                                       |
| 8-10-2015                                                           | Santiago del Cile                                                   | Cile                                                                | 2 – 0                                                               | Brasile                                                             | Qual. Mondiali 2018                                                 | -                                                                   | 41’                                                                 |
| 13-10-2015                                                          | Lima                                                                | Perù                                                                | 3 – 4                                                               | Cile                                                                | Qual. Mondiali 2018                                                 | -                                                                   | 54’                                                                 |
| 12-11-2015                                                          | Santiago del Cile                                                   | Cile                                                                | 1 – 1                                                               | Colombia                                                            | Qual. Mondiali 2018                                                 | -                                                                   |                                                                     |
| 24-3-2016                                                           | Santiago del Cile                                                   | Cile                                                                | 1 – 2                                                               | Argentina                                                           | Qual. Mondiali 2018                                                 | -                                                                   | 7’                                                                  |
| 29-3-2016                                                           | Barinas                                                             | Venezuela                                                           | 1 – 4                                                               | Cile                                                                | Qual. Mondiali 2018                                                 | -                                                                   | Ammonizione                                                         |
| 28-5-2016                                                           | Viña del Mar                                                        | Cile                                                                | 1 – 2                                                               | Giamaica                                                            | Amichevole                                                          | -                                                                   |                                                                     |
| 1-6-2016                                                            | San Diego                                                           | Messico                                                             | 1 – 0                                                               | Cile                                                                | Amichevole                                                          | -                                                                   | 64’                                                                 |
| 19-6-2016                                                           | Santa Clara                                                         | Messico                                                             | 0 – 7                                                               | Cile                                                                | Coppa America Centenario - Quarti di finale                         | -                                                                   | 57’                                                                 |
| 23-6-2016                                                           | Chicago                                                             | Colombia                                                            | 0 – 2                                                               | Cile                                                                | Coppa America Centenario - Semifinale                               | -                                                                   | 85’                                                                 |
| 27-6-2016                                                           | East Rutherford                                                     | Argentina                                                           | 0 – 0 dts (2 – 4 dtr)                                               | Cile                                                                | Coppa America Centenario - Finale                                   | -                                                                   | 104’ 2º titolo                                                      |
| 24-3-2017                                                           | Buenos Aires                                                        | Argentina                                                           | 1 – 0                                                               | Cile                                                                | Qual. Mondiali 2018                                                 | -                                                                   | 71’                                                                 |
| 9-6-2017                                                            | Mosca                                                               | Russia                                                              | 1 – 1                                                               | Cile                                                                | Amichevole                                                          | -                                                                   | 77’                                                                 |
| 13-6-2017                                                           | Cluj-Napoca                                                         | Romania                                                             | 3 – 2                                                               | Cile                                                                | Amichevole                                                          | -                                                                   | 54’                                                                 |
| 18-6-2017                                                           | Mosca                                                               | Camerun                                                             | 0 – 2                                                               | Cile                                                                | Conf. Cup 2017 - 1º turno                                           | -                                                                   | 55’                                                                 |
| 22-6-2017                                                           | Kazan'                                                              | Germania                                                            | 1 – 1                                                               | Cile                                                                | Conf. Cup 2017 - 1º turno                                           | -                                                                   | 89’                                                                 |
| 25-6-2017                                                           | Mosca                                                               | Cile                                                                | 1 – 1                                                               | Australia                                                           | Conf. Cup 2017 - 1º turno                                           | -                                                                   |                                                                     |
| 28-6-2017                                                           | Kazan'                                                              | Portogallo                                                          | 0 – 0 dts (0 – 3 dtr)                                               | Cile                                                                | Conf. Cup 2017 - Semifinale                                         | -                                                                   | 82’                                                                 |
| 5-9-2017                                                            | La Paz                                                              | Bolivia                                                             | 1 – 0                                                               | Cile                                                                | Qual. Mondiali 2018                                                 | -                                                                   |                                                                     |
| 5-10-2017                                                           | Santiago del Cile                                                   | Cile                                                                | 2 – 1                                                               | Ecuador                                                             | Qual. Mondiali 2018                                                 | -                                                                   | 51’                                                                 |
| Totale                                                              |                                                                     | Presenze                                                            | 39                                                                  |                                                                     | Reti                                                                | 0                                                                   |                                                                     |

## Palmarès

### Club

#### Competizioni nazionali
- Coppa del Belgio: 1

Club Brugge: 2014-2015
- Campionato cileno: 4

Universidad Católica: 2010, 2019, 2020, 2021
- Copa Chile: 1

Univ. Catolica: 2011
- Supercopa de Chile: 1

Univ. Catolica: 2020

### Nazionale
- Coppa America: 2

Cile 2015, USA 2016